# Lepadiformes
Lepadiformes zijn een orde van rankpootkreeften.

## Taxonomie
De volgende taxa zijn bij de orde ingedeeld:
- Onderorde Heteralepadomorpha
  - Familie Anelasmatidae Gruvel, 1905
  - Familie Heteralepadidae Nilsson-Cantell, 1921[2]
  - Familie Koleolepadidae Hiro, 1933
  - Familie Malacolepadidae Hiro, 1937
  - Familie Microlepadidae Hoek, 1907
  - Familie  † Priscansermarinidae Newman, 2004
  - Familie Rhizolepadidae Zevina, 1980
- Onderorde Lepadomorpha
  - Familie Lepadidae Darwin, 1852
  - Familie Oxynaspididae
  - Familie Poecilasmatidae Annandale, 1909
    - = Pagurolepadidae Zevina, 1980
- Onderorde Praelepadomorpha
  - Infraorde  † Praelepadidae
    - Superfamilie  † Praelepas Chernyshev, 1930